# Crottet
Crottet es una comuna francesa situada en el departamento de Ain, en la región de Auvernia-Ródano-Alpes.

## Demografía
| 682 | 731 | 891 | 986 | 1313 | 1477 | 1792 |
| Para los censos de 1962 a 1999 la población legal corresponde a la población sin duplicidades (Fuente: INSEE [Consultar]) |     |     |     |      |      |      |